# Nicolás García
Artikeln följer den spanska namnseden; faderns efternamn är García och moderns efternamn Hemme.
Nicolás García Hemme, född den 20 juni 1988 i Arucas, är en spansk taekwondoutövare.
Han tog OS-silver i mellanviktsklassen i samband med de olympiska taekwondo-turneringarna 2012 i London.